# Nueva Cocina Vasca
La Nueva Cocina Vasca (en euskera: Euskal Sukaldaritza Berria) es una corriente culinaria iniciada en 1976 en Guipúzcoa (España) que, inspirada en algunos de los principios de la Nouvelle Cuisine francesa, supuso una renovación de la cocina tradicional vasca basada en tres principios: la recuperación de recetas tradicionales y platos perdidos; la recuperación de la autenticidad de los ingredientes mediante la cocina de mercado y el uso del producto de temporada; y la ampliación del recetario tradicional mediante la creatividad y la innovación.
Esta corriente iniciada por un grupo de jóvenes cocineros en su mayoría guipuzcoanos, encabezados por Juan Mari Arzak y Pedro Subijana, fue a su vez el punto de partida de una renovación de la gastronomía española que, con el tiempo, la ha posicionado como uno de los referentes mundiales.

## Origen
A finales de 1976 el Grupo Gourmets organizó en Madrid la «Iª Mesa Redonda sobre Gastronomía», en la que intervinieron como ponentes, entre otros, Rafael Anson, Néstor Luján, Juan Mari Arzak, Raymond Oliver y Paul Bocuse. La presencia de Bocuse y Oliver, dos de los máximos exponentes de la cocina francesa, permitió a los cocineros españoles conocer los detalles de la transformación que había originado la Nouvelle Cuisine francesa, entre cuyos principios se encontraban la sencillez, la cocina de mercado y la utilización de productos de temporada.
Arzak y Subijana, que también asistía a las sesiones, ya trabajaban por aquel entonces con productos de mercado. Con motivo de las jornadas trabaron amistad con Bocuse, quien les invitó a visitarle en su restaurante de Lyon para conocer más a fondo los detalles de la Nouvelle Cuisine. Esa estancia de quince días junto a Bocuse fue, en palabras de Arzak, «la base para empezar a trabajar con seriedad en una nueva cocina vasca».
En diciembre de 1976 se celebró una primera reunión en el restaurante Jaizubia a la que, además de Arzak y Subijana, asistieron Ramón Roteta, Tatus Fombellida, Patxi Quintana, Ricardo Idiáquez, Pedro Gómez, Jesús Mangas, Manolo Iza, José Juan Castillo, Ramón Zugasti, Xabier Zapirain y Luis Irizar. Poco más tarde se incorporó también a este grupo Karlos Arguiñano. Esa reunión fue seguida por otras, y en marzo de 1977 surgió la idea de organizar cenas periódicas oficiadas por el grupo en conjunto, que se celebrarían rotando cada vez en un restaurante, y a las que asistirían unas 40 o 50 personas elegidas por los miembros del grupo para degustar los nuevos platos presentados y dar su valoración sobre ellos.
Estas cenas, que se desarrollaron a lo largo de un par de años, funcionaron como un laboratorio en el que intercambiar y discutir ideas, y sirvieron también para experimentar con nuevos ingredientes y crear nuevos platos. Además, dieron pie a la «II Mesa Redonda sobre Gastronomía», que tuvo lugar en San Sebastián y estuvo dedicada a las cocinas regionales.

## Manifiesto y principios
El Manifiesto y principios del movimiento de la Nueva Cocina Vasca se resume en estos tres puntos:
1. Recuperar la esencia de la cocina vasca clásica, elaborando los platos tal y como eran auténticamente en su origen.
2. Recuperar platos perdidos por el paso del tiempo, buscando e investigando en caseríos y sociedades y recuperando la memoria de etxekoandres (amas de casa) y arrantzales (pescadores).
3. Crear nuevas recetas empleando ingredientes locales que hasta entonces no se habían utilizado, como las algas, el erizo de mar o el cabracho.

## Impulsores
Según afirma el crítico gastronómico Rafael García Santos en su libro La cocina vasca de ayer, hoy y mañana, fueron catorce los nombres que contribuyeron en mayor o menor medida y con diferente grado de participación a dar forma al concepto de Nueva Cocina Vasca.
Además de Juan Mari Arzak, del restaurante Arzak, y Pedro Subijana, del restaurante Akelarre, ambos en San Sebastián, serían los siguientes:
- Tatus Fombellida, del restaurante Panier Fleuri, en Rentería y posteriormente en San Sebastián.
- Ramón Roteta, del restaurante Roteta, en Fuenterrabía.
- Patxi Quintana, del restaurante Patxiku Quintana, en San Sebastián.
- Ricardo Idiáquez, del restaurante Chomin, en San Sebastián.
- Pedro Gómez, del restaurante Romantxo, en Irún.
- Manolo Iza y Jesús Mangas, del restaurante Jaizubia, en Irún.
- José Juan Castillo, del restaurante Casa Nicolasa, en San Sebastián.
- Ramón Zugasti, del restaurante Arantzabi, en Villabona.
- Xabier Zapirain, del restaurante Gurutze Berri, en Oyarzun.
- Luis Irizar, del restaurante Irizar.
- Karlos Arguiñano, del restaurante Arguiñano, en Zarauz.